# Gliricidie

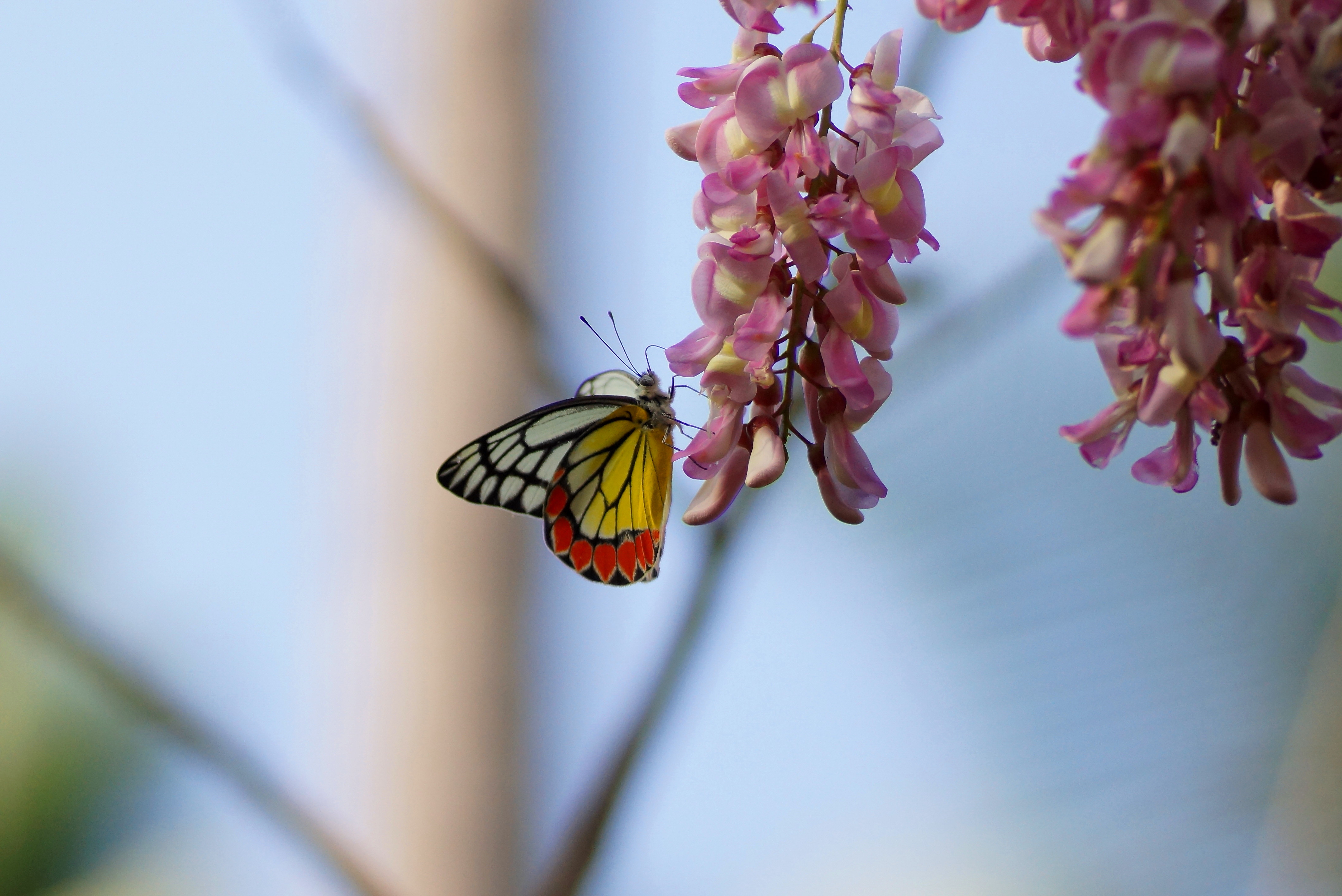
Běláskovitý motýl Delias eucharis na květech gliricidie

Gliricidie (Gliricidia) je rod rostlin z čeledi bobovité (Fabaceae). Zahrnuje 2 nebo 3 druhy dřevin se zpeřenými listy a motýlovitými květy, rostoucích v tropické Americe. Nejvýznamnější druh je Gliricidia sepium, pěstovaný na tropických plantážích jako stínící dřevina.

## Popis
Gliricidie jsou keře až středně velké stromy. Listy jsou střídavé nebo částečně vstřícné, lichozpeřené, složené ze 2 až 9 párů celokrajných lístků. Palisty jsou drobné a opadavé, palístky nejsou přítomny. Rostliny jsou často opadavé a kvetou v bezlistém stavu nebo zároveň s rašením listů. Květenství jsou hroznovitá, úžlabní nebo na starším dřevě (kauliflorní). Květy jsou motýlovité, stopkaté. Kalich je zakončen 5 širokými, krátkými zuby až uťatý. Korunní lístky jsou přibližně stejně dlouhé, krátce nehetnaté, pavéza je okrouhlá, vzpřímená nebo nazpět otočená. Lístky tvořící člunek jsou na bázi srostlé, jinak jsou korunní lístky volné. Tyčinek je 10, jedna je volná a ostatní srostlé. Semeník je krátce stopkatý, zploštělý, tenký a přímý a obsahuje několik až mnoho vajíček. Plodem je zploštělý, stopkatý lusk pukající 2 chlopněmi.

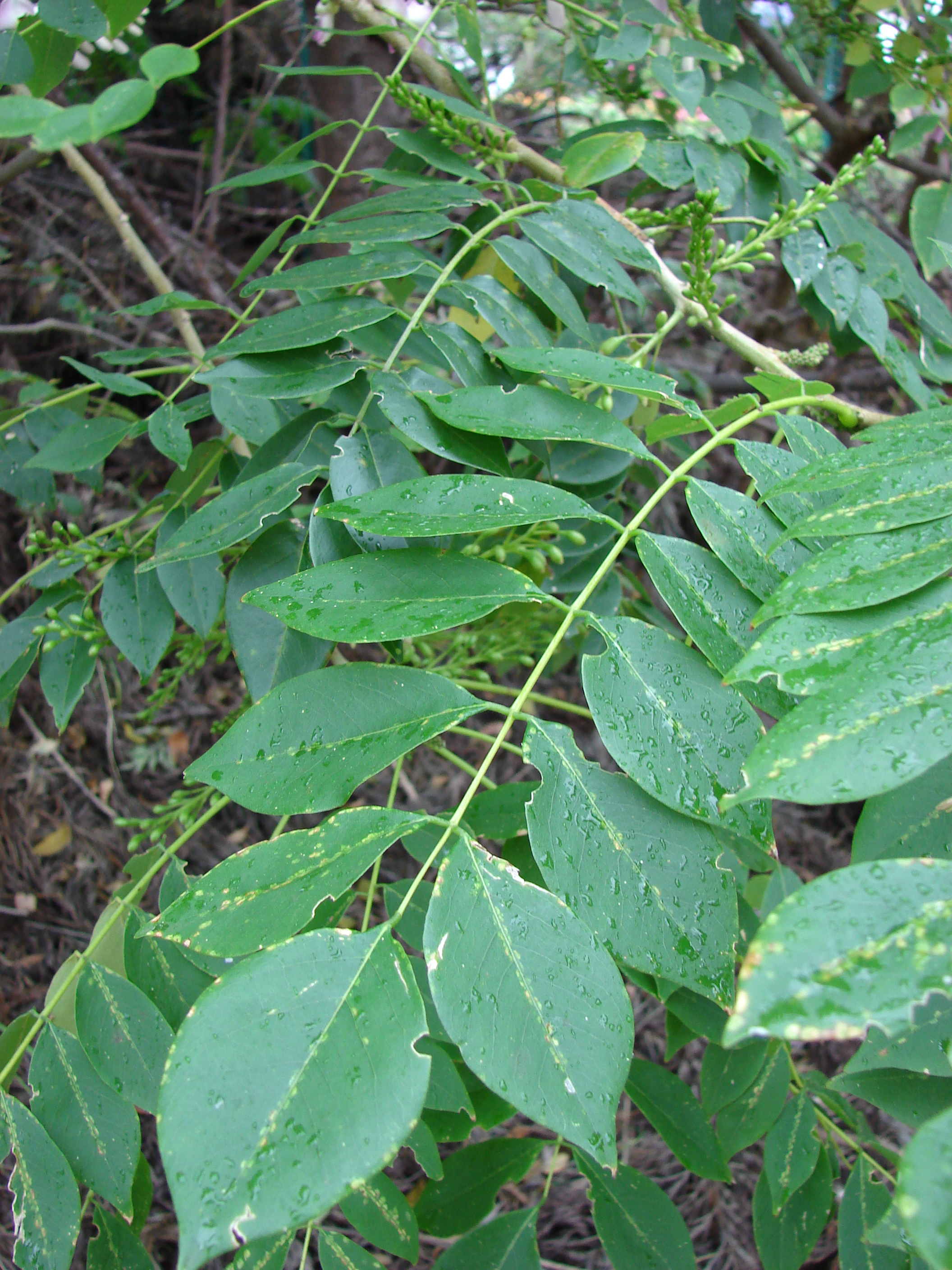
List Gliricidia sepium
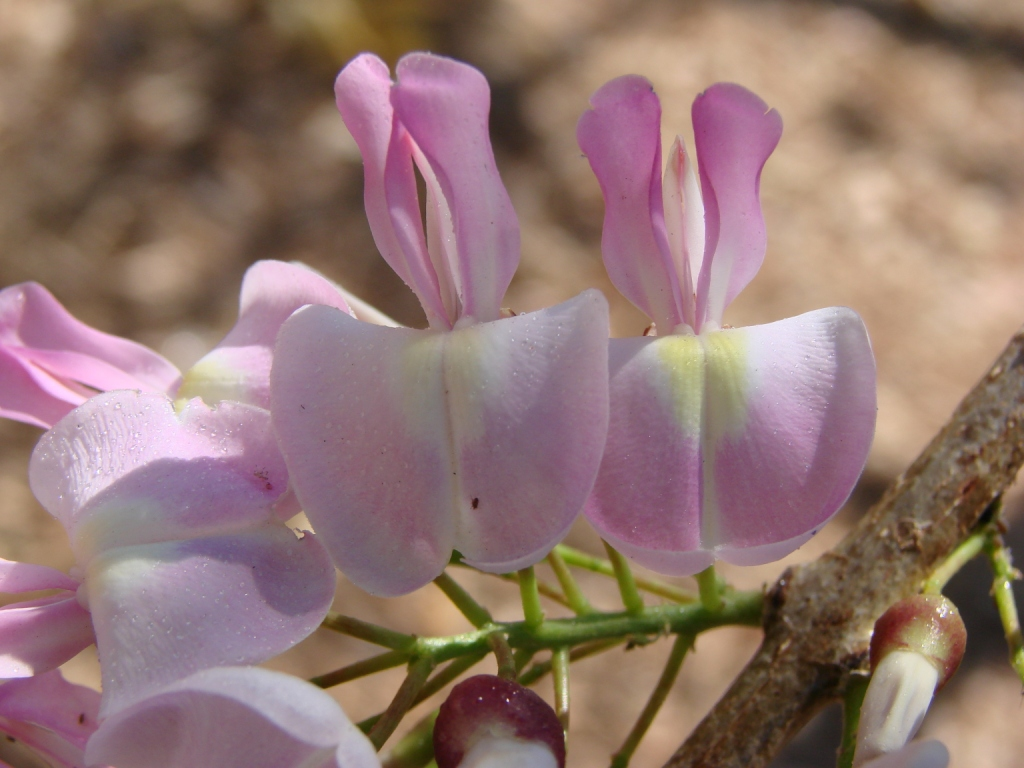
Detail květů Gliricidia sepium
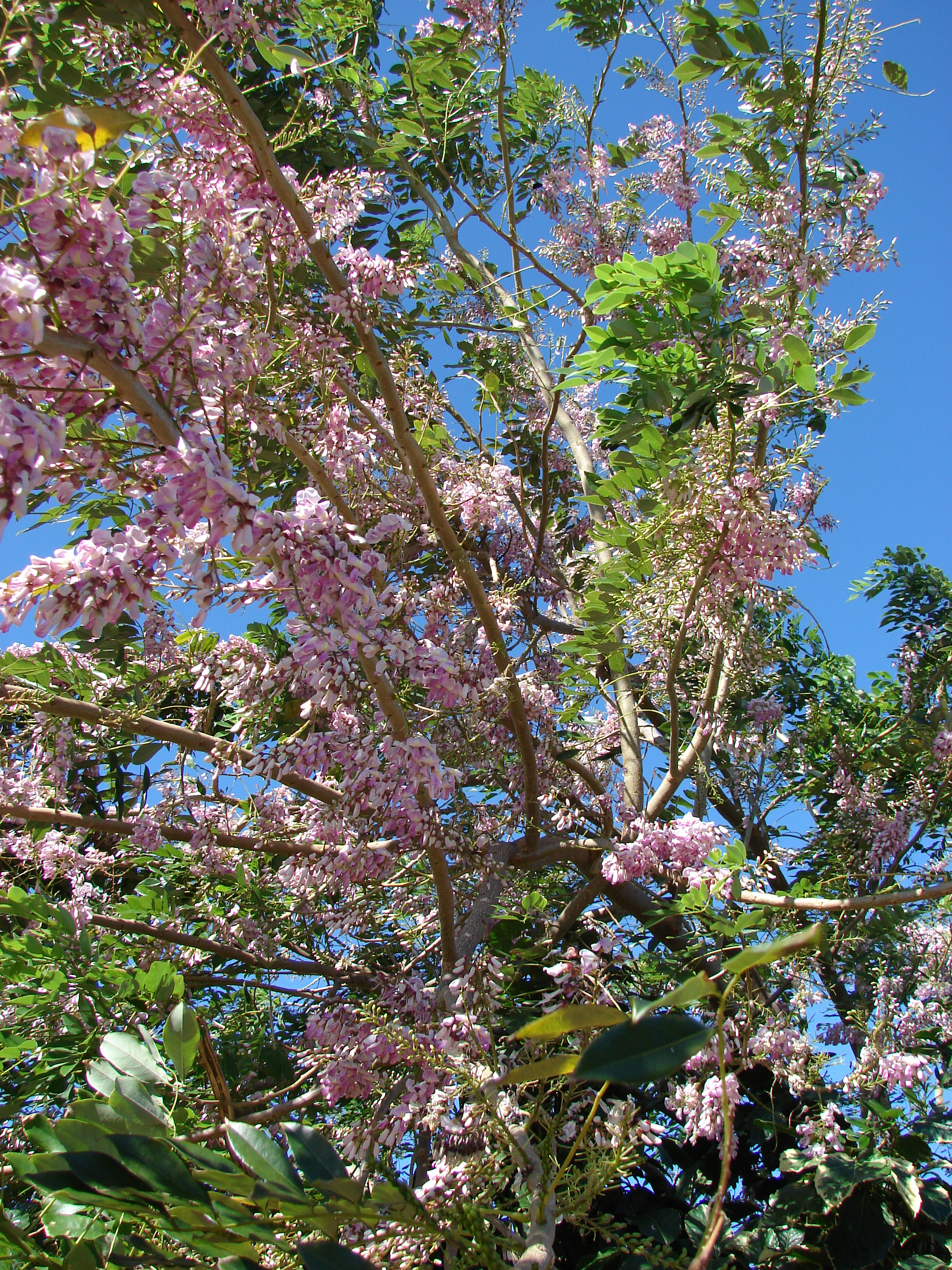
Bohatě rozkvetlá Gliricidia sepium
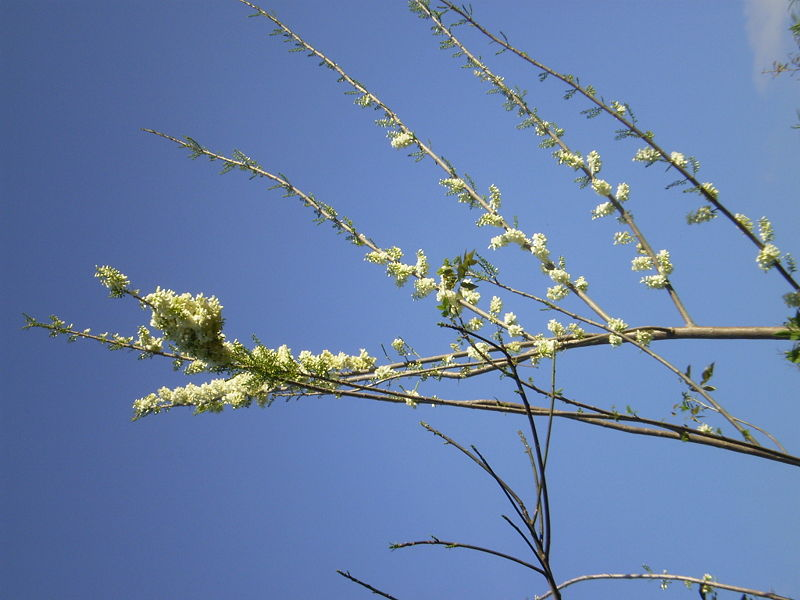
Rozkvetlé větve G. maculata

## Rozšíření
Rod gliricidie zahrnuje 2 nebo 3 druhy, které jsou rozšířeny v tropické Americe. Největší areál má druh G. sepium, rozšířený původně ve Střední Americe, Karibiku, Kolumbii a Ekvádoru. Je pěstován v tropech celého světa.
Druh G. brenningii se vyskytuje v Peru a Ekvádoru. Třetí druh, G. maculatum, je rozšířen v Belize a Guatemale.
Gliricidie rostou v tropických lesích a keřové vegetaci v oblastech se sezónním obdobím sucha, též na narušených místech, řidčeji v horských lesích.

## Význam
Opadavý strom Gliricidia sepium je v tropických zemích vysazován jako stínící dřevina na plantážích různých plodin. Byl vysazován na plantážích kakaovníku již od dob Aztéků, neboť navíc obohacuje půdu dusíkem. Dřevo je odolné proti termitům a používá se na stavbách, v truhlářství a soustružnictví. Semena, kůra a kořeny této rostliny se používají jako jed proti hlodavcům.